# Делано (Каліфорнія)
Делано (англ. Delano) — місто (англ. city) в США, в окрузі Керн штату Каліфорнія. Населення — 51 428 осіб (2020).

## Географія
Делано розташоване за координатами 35°45′47″ пн. ш. 119°15′49″ зх. д. / 35.76306° пн. ш. 119.26361° зх. д. (35.763183, -119.263560). За даними Бюро перепису населення США в 2010 році місто мало площу 37,18 км², з яких 37,04 км² — суходіл та 0,14 км² — водойми.

## Демографія
Згідно з переписом 2010 року, у місті мешкала 53 041 особа в 10 260 домогосподарствах у складі 8951 родини. Густота населення становила 1427 осіб/км². Було 10713 помешкання (288/км²).
Расовий склад населення:
| - 36,4 % — білих - 12,7 % — азіатів - 7,9 % — чорних або афроамериканців - 0,9 % — корінних американців - 0,1 % — вихідців з тихоокеанських островів - 38,3 % — осіб інших рас |

До двох чи більше рас належало 3,7 %. Частка іспаномовних становила 71,5 % від усіх жителів.
За віковим діапазоном населення розподілялося таким чином: 28,4 % — особи молодші 18 років, 65,5 % — особи у віці 18—64 років, 6,1 % — особи у віці 65 років та старші. Медіана віку мешканця становила 28,5 року. На 100 осіб жіночої статі у місті припадало 149,1 чоловіків; на 100 жінок у віці від 18 років та старших — 172,3 чоловіків також старших 18 років.
Середній дохід на одне домашнє господарство становив 47 000 доларів США (медіана — 35 933), а середній дохід на одну сім'ю — 47 068 доларів (медіана — 36 121). Медіана доходів становила 28 041 долар для чоловіків та 25 990 доларів для жінок. За межею бідності перебувало 30,3 % осіб, у тому числі 42,1 % дітей у віці до 18 років та 19,2 % осіб у віці 65 років та старших.
Цивільне працевлаштоване населення становило 17 296 осіб. Основні галузі зайнятості: сільське господарство, лісництво, риболовля — 38,3 %, освіта, охорона здоров'я та соціальна допомога — 13,2 %, роздрібна торгівля — 12,5 %.

## Уродженці
- Беніта Валенте (* 1934) — американська співачка, сопрано.